# Topoloveni
Topoloveni ist eine rumänische Stadt im Kreis Argeș in der Großen Walachei.

## Geographische Lage

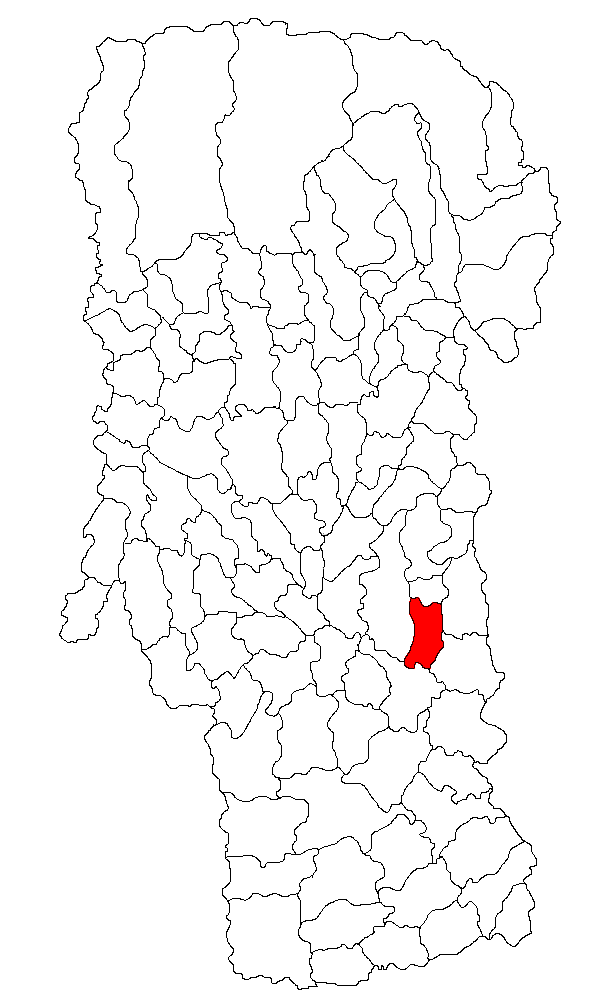
Lage von Topoloveni im Kreis Argeș

Topoloveni liegt am nördlichen Rand der Walachischen Tiefebene, am Übergang zum Vorland der Südkarpaten am Cârcinov, einem linken Nebenfluss des Argeș. Topoloveni befindet sich etwa 20 Kilometer östlich von der Kreishauptstadt Pitești entfernt.

## Geschichte
Topoloveni wurde im Jahr 1421 erstmals urkundlich erwähnt. Lange Zeit war es nur ein kleines Dorf, das mit der Inbetriebnahme der Eisenbahn von Bukarest nach Pitești im Jahr 1872 an Bedeutung gewann. 1968 wurde Topoloveni zur Stadt erklärt. Der wichtigste Erwerbszweig ist die Landwirtschaft; daneben gibt es Betriebe der Textilindustrie und eine Möbelfabrik.

## Bevölkerung
1810 gab es in Topoloveni nur 24 Häuser, in denen 53 Männer und 38 Frauen wohnten. 1956 war die Einwohnerzahl bereits auf 3904 gewachsen. Bei der Volkszählung 2002 wurden in Topoloveni 10.595 Einwohner registriert, darunter 10.568 Rumänen, 16 Roma und drei Magyaren. 9009 lebten in der eigentlichen Stadt, die übrigen in den vier Katastralgemeinden.

## Verkehr
In der Nähe der Stadt liegen auf der Bahnstrecke Bukarest–Pitești–Craiova die Bahnhöfe Călinești und Leordeni, an denen nur Nahverkehrszüge halten. Durch die Stadt verläuft die Nationalstraße DN7; die rumänische Autobahn A1 verläuft etwa zehn Kilometer südlich.

## Sehenswürdigkeiten
- Ehemalige Einsiedelei Din Vii, 1745 errichtet, im 20. Jahrhundert erneuert, steht unter Denkmalschutz.[5]
- Zwei Kirchen aus dem 18. Jahrhundert: Sf. Arhangheli Mihail şi Gavril (1706) und Adormirea Maicii Domnului (1745), stehen unter Denkmalschutz.[5]
- Steinkreuze (1647 [La troiță], 1662, 1712), stehen unter Denkmalschutz.[5]

## Geboren in Topoloveni
- Ion Mihalache (1882–1963), Gründer und Präsident der rumänischen Bauernpartei von 1918 bis 1926.[6]